# Mauren
Mauren er en kommune i Liechtenstein. Den har 3.649 indbyggere (2005) og dækker et areal på 7,5 km². Den var først nævnt i skriftlige kilder som Muron i 1178. Her ligger et mindesmærke til den lichtensteinske lærer og historiker Peter Kaiser (1793 – 1864). 

## Eksterne links
- Officielle hjemmeside

47°13′N 9°32′Ø / 47.217°N 9.533°Ø
- Wikimedia Commons har flere filer relateret til Mauren